# Musique Centrale des Forces Armées Canadiennes
La Musique centrale des Forces armées canadiennes est une unité de musiciens de la Forces canadiennes basée à la Ottawa et assignée au Unité de soutien des Forces canadiennes Ottawa (USFCO). La musique a offert un soutien musical aux événements militaires/nationaux, notamment ceux impliquant la reine du Canada, le gouverneur général du Canada et le premier ministre du Canada, et leaders étrangers.
La bande a été créée en 1940 sous le commandement de Aviation royale du Canada et est devenue la seule bande active de la force aérienne en 1964. À la suite de l'unification des forces armées canadiennes en février 1968, elle a fusionné avec la Musique de la Royal Canadian Horse Artillery pour former la Musique nationale des Forces armées canadiennes, comprenant pour la première fois du personnel des trois branches de service. Il a été renommé en 1970 sous son nom actuel,.

## Composition
Les ensembles suivants servent au sein de la musique :
- Musique de parade
- Orchestre d'harmonie
- Rotorhead
- Big Band
- Ensemble de jazz
- Ensemble à cordes
- Quintette de cuivres
- Quintette à vent
- Trio de chambre de cormorans